# Deutsche Straßen-Radmeisterschaften 2008
Die 83. Deutschen Straßen-Radmeisterschaften 2008 fanden in Bochum mit dem Straßenrennen der Frauen und Männer (alle 29. Juni) sowie das Einzelzeitfahren der Frauen, Männer und Männer U23 (alle 27. Juni) in Luckau statt. Die Männer U23-Meisterschaft wurde am 8. Juni in Lorsch ausgetragen.

## Einzelzeitfahren

Logo des Einzelzeitfahrens

### Frauen
| Platz | Athlet               | Zeit      |
| ----- | -------------------- | --------- |
| 1     | Hanka Kupfernagel    | 40:49 min |
| 2     | Judith Arndt         | 40:52 min |
| 3     | Charlotte Becker     | 41:21 min |
| 4     | Trixi Worrack        | 42:08 min |
| 5     | Elke Gebhardt        | 42:32 min |
| 6     | Luise Keller         | 42:37 min |
| 7     | Larissa Kleinmann    | 43:04 min |
| 8     | Anke Wichmann        | 43:19 min |
| 9     | Stephanie Pohl       | 43:22 min |
| 10    | Alexandra Sontheimer | 43:27 min |
| 11    | Tina Liebig          | 43:41 min |
| 12    | Franziska Merten     | 43:48 min |
| 13    | Lisa Brennauer       | 43:51 min |
| 14    | Mechthild Gerhardt   | 43:54 min |
| 15    | Bianca Knöpfle       | 44:02 min |

Länge: 30 km 

Start: Freitag, 27. Juni, 10.00 Uhr MESZ 

Strecke: Start/Ziel Luckau Südpromenade Höhe Parkplatz LAGA – Wittmannsdorf – B 96
Riedebeck – Bornsdorf und zurück
Es kamen 62 Athleten ins Ziel. Die Athletin Nadine Krpal erhält wegen Windschattenfahrens eine Zeitstrafe von 2 Sekunden und Claudia Meyer erhält wegen des gleichen Vergehens eine Zeitstrafe von 7 Sekunden.

### Männer
| Platz | Athlet               | Zeit      |
| ----- | -------------------- | --------- |
| 1     | Bert Grabsch         | 46:51 min |
| 2     | Stefan Schumacher    | 47:08 min |
| 3     | Tony Martin          | 47:28 min |
| 4     | Sebastian Lang       | 48:05 min |
| 5     | Lars Teutenberg      | 48:24 min |
| 6     | Jens Voigt           | 48:45 min |
| 7     | Dominik Roels        | 48:50 min |
| 8     | Karl-Christian König | 48:50 min |
| 9     | Robert Bartko        | 49:20 min |
| 10    | Andreas Ortner       | 50:00 min |
| 11    | Kai Hitza            | 50:47 min |
| 12    | Ingmar Dassler       | 50:51 min |
| 13    | Robert Bengsch       | 50:59 min |
| 14    | Frank Schulz         | 51:39 min |
| 15    | Martin Lang          | 51:47 min |

Länge: 39,8 km 

Start: Freitag, 27. Juni, 14.30 Uhr MESZ 

Strecke: Start/Ziel Luckau Südpromenade Höhe Parkplatz LAGA – Wittmannsdorf – B 96
Riedebeck – Bornsdorf – Sonnewalde (Ortseingang) und zurück
Es kamen 33 Athleten ins Ziel.

### Männer U23
| Platz | Athlet           | Zeit      |
| ----- | ---------------- | --------- |
| 1     | Andreas Henig    | 48:50 min |
| 2     | Stefan Schäfer   | 49:24 min |
| 3     | Martin Reimer    | 49:37 min |
| 4     | Marcel Kittel    | 49:58 min |
| 5     | John Degenkolb   | 50:28 min |
| 6     | Jörg Lehmann     | 50:32 min |
| 7     | Sergej Fuchs     | 50:37 min |
| 8     | Fabian Schaar    | 50:39 min |
| 9     | Roger Kluge      | 50:42 min |
| 10    | Patrick Gretsch  | 50:47 min |
| 11    | Sebastian Köcker | 50:58 min |
| 12    | Felix Schönecker | 51:04 min |
| 13    | Rolf Hofbauer    | 51:11 min |
| 14    | Dominik Nerz     | 51:12 min |
| 15    | Patric Röstel    | 51:18 min |

Länge: 39,8 km 

Start: Freitag, 27. Juni, 11.30 Uhr MESZ 

Strecke: Start/Ziel Luckau Südpromenade Höhe Parkplatz LAGA – Wittmannsdorf – B 96
Riedebeck – Bornsdorf – Sonnewalde (Ortseingang) und zurück
Es kamen 89 Athleten ins Ziel. Der Athlet Phil Herbst wurde wegen Windschattenfahrens disqualifiziert und Richard Kästner erhielt wegen Innendurchfahrt der Kurve eine Zeitstrafe von 20 Sekunden.

## Straßenrennen

Logo des Straßenrennens

### Frauen
| Platz | Athlet              | Zeit      |
| ----- | ------------------- | --------- |
| 1     | Luise Keller        | 3:16:03 h |
| 2     | Eva Lutz            | 3:16:45 h |
| 3     | Tina Liebig         | 3:16:45 h |
| 4     | Bianca Knöpfle      | 3:16:45 h |
| 5     | Hanka Kupfernagel   | 3:17:19 h |
| 6     | Anke Wichmann       | 3:17:19 h |
| 7     | Larissa Kleinmann   | 3:18:19 h |
| 8     | Denise Zuckermandel | 3:20:42 h |
| 9     | Tanja Hennes        | 3:20:52 h |
| 10    | Marlen Jöhrend      | 3:20:52 h |
| 11    | Martina Zwick       | 3:20:52 h |
| 12    | Virginia Hennig     | 3:20:53 h |
| 13    | Alexandra Nöhles    | 3:22:52 h |
| 14    | Lydia Wegemund      | 3:23:31 h |
| 15    | Sandra Dietel       | 3:23:32 h |

Länge: 114,6 km (6 Runden à 19,1 km)

Start: Sonntag, 29. Juni, 08.30 Uhr MESZ, in Bochum

Strecke: Start Königsallee, Wasserstr., Wiemelhauser Str., Bruchstr., Brenscheder Str., Markstr.,
Stiepeler Str., Surkenstr., Kemnader Str., Brockhauser Str., Gräfin-Imma-Str., Ministerstr.,
Kemnader Str., Königsallee, Viktoriastr., Südring, Viktoriastr., Königsallee Ziel
Bei den Frauen gewann Luise Keller vor Eva Lutz und Tina Liebig das Rennen nach 3:16:03 Stunden. Es kamen 78 Athleten ins Ziel.

### Männer
| Platz | Athlet              | Zeit      |
| ----- | ------------------- | --------- |
| 1     | Fabian Wegmann      | 5:14:02 h |
| 2     | Erik Zabel          | 5:14:04 h |
| 3     | Gerald Ciolek       | 5:14:04 h |
| 4     | Stefan Schumacher   | 5:14:04 h |
| 5     | Jens Voigt          | 5:14:06 h |
| 6     | Björn Papstein      | 5:14:07 h |
| 7     | Christian Knees     | 5:14:13 h |
| 8     | Marcus Burghardt    | 5:14:33 h |
| 9     | Paul Voß            | 5:15:45 h |
| 10    | Andreas Schillinger | 5:15:45 h |
| 11    | Paul Martens        | 5:15:45 h |
| 12    | Dennis Pohl         | 5:15:45 h |
| 13    | Dirk Müller         | 5:15:45 h |
| 14    | Tony Martin         | 5:15:45 h |
| 15    | Mitja Schlüter      | 5:15:45 h |

Länge: 210,1 km (11 Runden à 19,1 km)

Start: Sonntag, 29. Juni, 12.00 Uhr MESZ, in Bochum

Strecke: Start Königsallee – Wasserstr. – Wiemelhauser Str. – Bruchstr. – Brenscheder Str. – Markstr. –
Stiepeler Str. – Surkenstr. – Kemnader Str. – Brockhauser Str. – Gräfin-Imma-Str. – Ministerstr. –
Kemnader Str. – Königsallee – Viktoriastr. – Südring – Viktoriastr. – Königsallee Ziel
Zum zweiten Mal in seiner Karriere konnte Fabian Wegmann die Straßen-Radmeisterschaft gewinnen. Wegmann siegte nach 5:14:02 Stunden vor Erik Zabel und Gerald Ciolek. Es kamen 67 Athleten ins Ziel.

### Männer U23
| Platz | Athlet                | Zeit      |
| ----- | --------------------- | --------- |
| 1     | Martin Reimer         | 4:55:57 h |
| 2     | Sebastian Hans        | 4:55:57 h |
| 3     | Mitja Schlüter        | 4:55:57 h |
| 4     | Dennis Pohl           | 4:55:57 h |
| 5     | Paul Voß              | 4:57:29 h |
| 6     | Marcel Barth          | 4:57:29 h |
| 7     | John Degenkolb        | 4:57:29 h |
| 8     | Dominic Klemme        | 4:57:29 h |
| 9     | Mathias Belka         | 4:57:29 h |
| 10    | Philipp Ries          | 4:57:29 h |
| 11    | David Hesselbarth     | 4:57:29 h |
| 12    | Dominik Nerz          | 4:57:29 h |
| 13    | Mathias Wiele         | 4:57:29 h |
| 14    | Björn Thurau          | 4:57:29 h |
| 15    | Daniel Westmattelmann | 4:57:29 h |

Länge: 181,6 km (9 Runden à 12 km + 1 Stadtrunde à 5 km)

Start: Sonntag, 8. Juni, 11:00 Uhr MESZ, Lorsch 

Strecke: Start Lorsch – Hüttenfeld – Viernheim – Lützelsachsen – Hohensachsen – Großsachsen – Rippenweier – Ursenbach – Altenbach – Kohlhof, Rundkurs: Vorderheubach – Hilsenhain – Bärsbach – Lampenhain – Kohlhof – Altenbach – Ursenbach – Rippenweier, Großsachsen – Hohensachsen – Lützelsachsen – Viernheim – Hüttenfeld – Lorsch plus eine Stadtrunde Ziel
Es kamen 71 Athleten ins Ziel.